# We Are Golden
«We Are Golden» es un sencillo de Mika, lanzado oficialmente el 6 de septiembre del año 2009. Es el primer sencillo del esperado segundo álbum de Mika, que iba a tener el mismo nombre, aunque luego se cambió por The Boy Who Knew Too Much, que debutó el 22 de septiembre de 2009 en Estados Unidos, Francia y Canadá.

## Lanzamiento
We are Golden (versión radiofónica) hizo su debut en el Reino Unido el 20 de julio de 2009 a través de la cadena BBC Radio. No se puso a disposición para descargar en línea hasta el 6 de septiembre de 2009 y la publicación del CD fue el 7 de septiembre de 2009. La edición limitada de 7" y 12" en vinilo salió a la luz ese mismo día.

## Descripción
En una entrevista con la revista Q, Mika dijo: 

"We are Golden" posee un sonido grande y agresivo, pero en una forma positiva. Posee un coro sumamente infantil, pero a diferencia de los sencillos del primer disco, no se canta dulcemente, sino con gritos a pleno pulmón.
Mika

## Video musical
El video de "We are Golden" fue filmado el 9 y 10 de julio de 2009 en los estudios Elstree. Fue dirigido por el cineasta sueco Jonas Åkerlund. El estreno en el Reino Unido fue el 4 de agosto de 2009. En el video, Mika aparece bailando en ropa interior en una habitación adolescente. Mika ha afirmado que está basado en los recuerdos que conserva de su adolescencia, durante la que solía cantar y bailar en su habitación soñando con ser cantante.

## Posiciones
El sencillo debutó en el UK Singles Chart en la posición #4, de 13 de septiembre de 2009, antes de abandonar el Top 10 en su segunda semana, cayendo a #11.  A pesar de convertirse en el segundo sencillo de Mika en el UK Top 5, es el que estuvo menos tiempo, permaneciendo sólo 7 semanas en el Reino Unido Top 100. El sencillo fue lanzado en agosto en los Estados Unidos, pero no tuvo ningún impacto en las listas de éxitos.
| Lista                            | Posición |
| -------------------------------- | -------- |
| Australia (ARTA)                 | 10       |
| Austrian Singles Chart           | 7        |
| Belgian Singles Chart (Flanders) | 9        |
| Belgian Singles Chart (Wallonia) | 7        |
| Canadian Hot 100                 | 15       |
| Dutch Top 40                     | 20       |
| Eurochart Hot 100 Singles        | 4        |
| French Chart Singles             | 9        |
| German Singles Chart             | 9        |
| Hungarian Singles Charts         | 10       |
| Irish Singles Chart              | 14       |
| Italian Singles Chart            | 3        |
| Japan Hot 100                    | 15       |
| Norwegian Singles Chart          | 16       |
| Romanian Top 100                 | 71       |
| Spanish Singles Chart            | 37       |
| Swedish Singles Chart            | 3        |
| Swiss Music Charts               | 11       |
| UK Singles Chart                 | 4        |
| Dance/Club Play Songs            | 5        |